# Orgán sociálně-právní ochrany dětí
Orgán sociálně-právní ochrany dětí (zkratkou OSPOD, hovorově „sociálka“) je v Česku každý ze státních orgánů, který má zákonem č. 359/1999 Sb., o sociálně-právní ochraně dětí, přidělené toto postavení v sociálně-právní ochraně dětí. Jedná se především o obecní a krajské úřady. Největší rozsah pravomocí (včetně případného opatrovnictví dětí) mají obecní úřady obcí s rozšířenou působností; zpravidla jde o městské úřady, které mívají pro tuto kompetenci ustanovený odbor péče o děti a mládež. Dětmi se podle zmíněného zákona rozumí všechny nezletilé osoby.

## Preventivní a poradenská činnost orgánu sociálně-právní ochrany dětí
Poskytování preventivní a  poradenské činnosti orgány sociálně-právní ochrany dětí se prolíná celým zákonem o SPO. Souhrnně lze práva a  povinnosti jednotlivých orgánů v oblasti preventivní a poradenské činnosti uvést takto:

### Obecní úřad
- vyhledává děti, na které se sociálně-právní ochrana dětí zejména zaměřuje. Obecní úřad by se měl v rámci této aktivity zaměřit na cílenou terénní sociální práci, při které bude za spolupráce dalších subjektů nalézat ohrožené děti
- projednává s rodiči odstranění nedostatků ve výchově dítěte, projednává s dítětem nedostatky v jeho chování
- sleduje, zda je zamezováno v přístupu dětí do prostředí, které je z hlediska jejich vývoje a výchovy ohrožující
- poskytuje nebo zprostředkovává rodičům na jejich žádost poradenství při uplatňování nároků dítěte na dávky státní sociální podpory a dávky sociální péče

### Obecní úřad s rozšířenou působností
- sleduje nepříznivé vlivy působící na děti a sleduje příčiny jejich vzniku, činí opatření k omezování působení nepříznivých vlivů na děti
- pomáhá rodičům při řešení výchovných nebo jiných problémů souvisejících s péčí o dítě
- poskytuje nebo zprostředkovává rodičům poradenství při výchově a  vzdělávání dítěte a při péči o dítě zdravotně postižené
- v rámci poradenské činnosti pořádá přednášky a kurzy zaměřené na řešení výchovných, sociálních a jiných problémů souvisejících s péčí o dítě a jeho výchovou
- poskytuje osobám vhodným stát se osvojiteli nebo pěstouny poradenskou pomoc související s  osvojením dítěte nebo svěřením dítěte do pěstounské péče, zejména v otázkách výchovy dítěte
- může uložit rodičům, ale i jiným osobám odpovědným za výchovu dítěte, povinnost využít pomoc odborného poradenského zařízení
- obecní úřad obce s rozšířenou působností je povinen poskytnout rodiči pomoc při umístění dítěte do zařízení pro výkon ústavní výchovy nebo do zařízení pro děti vyžadující okamžitou pomoc. Pomoc obecního úřadu obce s rozšířenou působností spočívá zejména v  pomoci uspořádat rodinné poměry, které by umožnily návrat dítěte do rodiny, při řešení životní a sociální situace, včetně hmotné úrovně rodiny, v pomoci při spolupráci s orgány sociálního zabezpečení, úřady práce a dalšími státními a jinými orgány, a za tím účelem také zprostředkuje rodiči pomoc poradenského zařízení

### Krajský úřad
- zajišťuje přípravu fyzických osob vhodných stát se osvojiteli nebo pěstouny k přijetí dítěte do rodiny a poskytuje těmto osobám poradenskou pomoc související s osvojením dítěte nebo svěřením dítěte do pěstounské péče včetně speciální přípravy k  přijetí dítěte pěstounem na přechodnou dobu
- poskytuje osvojitelům nebo pěstounům poradenskou pomoc související s  osvojením dítěte nebo svěřením dítěte do pěstounské péče, zejména v otázkách výchovy
- je povinen alespoň jednou v roce zabezpečit konzultace o výkonu pěstounské péče. Konzultací se kromě odborníků na řešení výchovných a sociálních problémů zúčastňují také pěstouni, kteří mají trvalý pobyt na území kraje. Mohou se tak podělit s budoucími pěstouny o své zkušenosti.[1]

## Opatření na ochranu dětí
Obecní úřad s rozšířenou působností dává návrh soudu na rozhodnutí o splnění podmínky osvojení spočívající v tom, že rodiče neprojevují zájem o své dítě, na omezení nebo zbavení rodičovské zodpovědnosti nebo pozastavení jejího výkonu, na nařízení ústavní výchovy, na prodloužení nebo zrušení ústavní výchovy. Dále podává návrh na svěření dítěte do pěstounské péče na přechodnou dobu a jeho zrušení a na zachování povinnosti a práva péče o dítě a osobního styku s dítětem u rodiče omezeného ve svéprávnosti. 
Ocitne-li se dítě ve stavu nedostatku řádné péče anebo je-li život dítěte, jeho normální vývoj nebo jeho jiný důležitý zájem vážně ohrožen nebo narušen, je obecní úřad obce s rozšířenou působností povinen podat neprodleně návrh soudu na vydání předběžného opatření. 
Jestliže je dítě vystaveno tělesnému nebo duševnímu násilí ze strany rodiče nebo jiné osoby, která žije s dítětem ve společné domácnosti, může obecní úřad obce s rozšířenou působností podat jménem dítěte soudu návrh na vydání předběžného opatření na uložení opatření k ochraně dítěte před domácím násilím. 

### Obecní úřad s rozšířenou působností
- vykonává funkci opatrovníka, i ve vztahu k cizině
- vykonává poručenství jako veřejný poručník do doby, kdy soud jmenuje dítěti poručníka nebo dokud se poručník neujme funkce[2]

## Legislativa
- zákon č. 359/1999 Sb., o sociálně právní ochraně dětí
- zákon č. 20/1966 Sb., o péči o zdraví lidu
- zákon č. 89/2012 Sb., občanský zákoník
- zákon č. 108/2006 Sb., o sociálních službách
- zákon č. 109/2002 Sb., o ústavní a ochranné výchově ve školských zařízeních
- zákon č. 292/2013 Sb., o zvláštních řízeních soudních